# Nationalism
Nationalism (från franskans nationalisme, av "nation", ursprungligen från latinets nascor, "jag föds") är en världsåskådning som tar sin utgångspunkt i gemenskapen inom nationernas gränser. Nationalismen hyllar nationen, kulturen, historien och slår vakt om nationalstaten och dess intressen. Den som bekänner sig till nationalismen benämns nationalist.
Nationalism är inte ett entydigt begrepp. Nationalism kan ta sig olika former mellan vad som kan beskrivas som två ytterligheter:
- En strävan efter att värna det som är unikt för ett land, de egna traditionerna, den egna kulturen och den egna religionen. Samtidigt erkänner man andra folks rätt att göra detsamma och ser inte den egna kulturen som mer värd än andra kulturer.[2]
- En uteslutande nationalism som anser att det egna folkets kultur är det enda rätta. Staten ska utgöra en nation som huvudsakligen består av en mer eller mindre föreställd ursprungsbefolkning och/eller en mer eller mindre föreställd ursprungskultur.[2][3]

Nationalismen uppkom i Europa under 1700-talet och ledde under 1800-talet till skapandet av nationalstaterna, som vi känner dem idag. Nationalismen har efter andra världskrigets slut verkat tillsammans med marxism i flera koloniala befrielserörelser.
I sin hyllning av historien och fosterlandet kan nationalismen också kopplas till romantiken. Trots denna koppling är nationalismen rationell för sina tillskyndare. Detta eftersom man menar att nationalismens avsikt är att främja ett altruistiskt, oegennyttigt handlande inom nationen. På så sätt anser nationalisterna att nationalismen kan likrikta krafterna och minska friktionerna i samhället och därmed menar man att nationalismen ger en starkt positiv inverkan på samhällsutvecklingen. 
Nationalismens kritiker hävdar å sin sida att det är just detta som gör nationalismen irrationell, genom att ett starkt hävdande av den egna nationen främjar chauvinism och försvårar fredlig utveckling mellan länder.
Skillnaden mellan patriotism och nationalism består i att den förstnämnda alltid är lojal med den hävdvunna statsbildningen och territoriet samt åtminstone i teorin kan kombineras med vilka politiska åsikter och religiösa föreställningar som helst, medan nationalismen är en vidare politisk ideologi med ett skiftande men tydligt samhällsprogram. Nationalismen utgår också vanligen från nationalstaten som ideal, vilket inte patriotism nödvändigtvis gör.

## Kategorisering av nationalism
Inom nationalismforskningen har det varit relativt vanligt att särskilja olika typer av nationalismer genom att använda dikotomier. En av de vanligaste uppdelningarna är den mellan etnisk och medborgerlig nationalism. Uppdelningen har fått stort genomslag och förknippas starkt med historikern Hans Kohns forskning från 1940-talet och framåt. Dikotomin har även formulerats som en uppdelning mellan liberal/illiberal, västerländsk/icke-västerländsk, rationell/irrationell och frivillig/organisk.
Dikotomin mellan etnisk och medborgerlig nationalism har fått kritik från olika håll, inte minst har den kritiserats för att vara normativ. Kritiker menar att uppdelningen bär med sig en idé om att västerländsk/medborgerlig nationalism skulle vara överlägsen en "österländsk"/etnisk nationalism. Trots kritiken har den etniska/medborgerliga distinktionen och teorierna kopplat till den utvecklats över tid och bedöms ha kunnat bemöta mycket av den kritik som framkommit.
En alternativ distinktion är den mellan nationalism och patriotism som började utvecklas under 1920-talet.

### Nationalism och medborgarskap
Det går att urskilja två huvudsakliga principer som styr tilldelningen av medborgarskap och som är nära förknippat med olika former av nationalism. En princip är jus sanguinis (blodets rätt), där en person får medborgarskap utifrån släktskap, t.ex. att ett barn erhåller samma nationalitet som sina föräldrar. Principen om jus sanguinis är nära knuten till etnisk nationalism på så vis att man tänker sig att medborgarskapet är knutet till släktskap, snarare än var man är född eller väljer att leva. Den förstnämnda principen ställs mot principen jus soli, jordens rätt eller den territoriella rätten, där nationen består av alla dess invånare oavsett etnisk bakgrund eller tillhörighet. Denna princip härstammar från upplysningsfilosofin där tillhörigheten till en nation och de rättigheter som följde med bestämdes av medborgarskapet med territoriet som grund.
Varje nation vid olika tidpunkter innehåller inslag från båda dessa principer och pendlar mellan dess principernas idealtyper, vilket man också kan observera i olika länders utformning av medborgarskapslagstiftning.
Dessa huvudsakliga principer kan manifestera sig på olika sätt. Nationalism kan visa sig som en del av den officiella statsideologin eller som en folklig (icke-statlig) rörelse, och kan uttryckas på det medborgerliga, etniska, kulturella, religiösa eller ideologiska området. Dessa kategorier är dock inte ömsesidigt uteslutande och många nationalistiska rörelser kombinerar flera eller alla av dessa element i varierande grad.[källa behövs]
Gemensamt för all nationalism är att en befolkningsgrupp gör anspråk på ett eget land eller strävar efter ett eget land. Separatistisk nationalism kan ta sig antidemokratiska uttryck när ett tidigare gemensamt projekt förkastas till förmån för gruppens egna framtid i avskildhet från andra grupper. Sådana processer kan resultera i kollapsen av stater. Ett exempel på en sådan kollaps var Jugoslaviens upplösning på 90-talet.

### Nationalistiskt spektrum
Matteo Cohen är en samhällsvetare som har ifrågasatt den traditionella dikotomin mellan medborgerlig nationalism å ena sidan och en etnisk nationalism å andra sidan. Enligt honom ska nationalism förstås som en spektrum som går från en relativt öppen medborgerlig nationalism och mot en nationalism som ställer gradvis hårdare krav för medlemskap i nationen. Medan medborgerlig nationalism och etnisk nationalism representerar två idealtyper av nationalism, så betonar Cohen att de inte är ömsesidigt uteslutande. Cohen delar upp  det nationalistiska spektrumet i fem olika steg. Det första steget är en medborgerlig nationalism som bygger nationen på en gemensam politisk kultur med medborgarskapet som medlemskapskrav. Därefter följer en nationalism som betonar en språklig gemenskap, sedan en historisk gemenskap med gemensamma traditioner. Steget efter det är en religiös nationalism med krav på att medlemmar ska följa en viss tro eller religion. Det sista steget, med krav som är svårast att uppnå, är en etnisk nationalism som kräver en biologisk anknytning till nationen för att anses som en medlem.
Enligt Cohen befinner sig den medborgerliga nationalismen i mitten av höger-vänsterskalan, de språkliga och historiska nationalismerna placerar han längre åt höger i vad som benämns som den konservativa högern. Religiös nationalism, och framför allt etnisk nationalism menar Cohen hör till extremhögern.

## Olika typer av nationalism

### Etnisk nationalism
Den etniska nationalismen ser nationen i första hand som en gemenskap byggd på en gemensam härkomst. En idé om ett gemensamt arv och en gemensam historia bildar grunden som nationen står på enligt det här synsättet. Nationstillhörigheten är något som är givet på förhand och kan inte väljas bort. Även de som flyttar till en annan nation anses tillhöra den nation som de är födda in i. Medborgarskapet bestäms enligt principen om jus sanguinis, blodets rätt. En vanlig uppfattning inom nationalismforskningen är att tysk nationalism är ett typexempel på etnisk nationalism.

#### Romantisk nationalism

Friheten på barrikaderna av Eugène Delacroix

Romantisk nationalism (även organisk nationalism eller identitetsnationalism) är den form av etnisk nationalism i vilken staten får sin politiska legitimitet som en naturlig (organisk) konsekvens av och som ett uttryck för nationen eller rasen. Den reflekterade romantikens ideal och stod i motsats till upplysningstidens rationalism. Romantisk nationalism framhävde en historisk etnisk kultur som uppfyllde det romantiska idealet. Folklore utvecklades som ett begrepp inom den romantiska nationalismen. Bröderna Grimm inspirerades av Herders texter att skriva en idealiserad samling berättelser som de betecknade som etniskt tyska. Historikern Jules Michelet är ett exempel på den franska romantiskt nationalistiska historien. Nationalromantiken var en typ av konstens nationalism.[källa behövs]

### Medborgerlig nationalism
Den medborgerliga varianten av nationalism vidhåller att nationen bör bestå av alla människor som godtar nationens politiska grund, oavsett ras, hudfärg, religiös tro, kön, språk eller etnicitet. Den grundläggande tanken är synen på nationen som en gemenskap mellan jämlika medborgare med särskilda rättigheter och att dessa förenas i en patriotism som riktar sig till de politiska värden och praktiker som nationen vilar på. Medborgerlig nationalism har också beskrivits som en "medborgarförening", där varje medborgare har både rättigheter och skyldigheter. Den medborgarskapsprincip som ligger till grund för den här typen av nationalism är jus soli, jordens rätt. Medlemskapet i nationen kan ses som relativt öppen, åtminstone på så vis att ingen särskild samhällsgrupp exkluderas på förhand. Fransk nationalism utgör i klassisk nationalismforskning ett typexempel på medborgerlig nationalism.
Den medborgerliga nationalismen kan kopplas till franska revolutionen och Jean Jacques Rousseaus tankar. Enligt Rousseau bygger nationen på folket (demos). Det är också nationen och folket som äger sin suveränitet. Medborgerlig nationalism brukar beskrivas som en inkluderande variant av nationalism med fokus på politiskt självbestämmande. Enligt detta synsätt förstås medlemmar av en nation först och främst som medborgare.
Medborgerlig nationalism kallas ibland även för liberal nationalism.

### Kulturell nationalism
Kulturell nationalism definierar nationen genom den gemensamma kulturen. Medlemskap i nationen är varken helt frivilligt (man kan inte genast tillägna sig en kultur eller ej heller avsäga sig den) eller ärftligt (barn till medlemmar kan potentiellt betraktas som utlänningar om de växer upp i en annan kultur). 
Kinesisk nationalism är ett exempel på kulturell nationalism, delvis på grund av de många nationella minoriteterna i Kina, samt den stora globala kinesiska diasporan (> 60 miljoner individer 2005). Kinesiska nationalister inbegriper i begreppet "Kina", även den de facto självstyrande ön Taiwan (Republiken Kina). Se vidare Kina (region) och Taiwans politiska status.
Utmärkande för den kinesiska kulturella nationalismen är att den är mycket inklusiv. Historiskt sett har även andra områden i Kinas geografiska närhet inbegripits i termen, bland annat Mongoliet, den koreanska halvön, Vietnam, Myanmar (Burma). I begreppet "kines" inbegrips alla som har kinesiska blodsband, det vill säga även människor boende i andra länder med kinesiskt påbrå, exempelvis singaporianer och utlandskineser i Afrika, Amerika, Asien, Australien och Europa. 
Vidare kan även folk i länder vars folkgrupper finns representerade i Kina i form av minoriteter, anses vara kineser. På så vis betraktas mongolerna ofta som en kinesisk minoritet, även då de har en självständig stat, republiken Mongoliet. Under det mongoliska väldet på 1200-talet erövrade och koloniserade mongolerna en stor del av Asien och Europa, bland annat Kina. I den officiella kinesiska historieskrivningen beskrivs detta dock som att en kinesiska minoritet grep makten i Kina, och sedan utvidgade det kinesiska väldet. Perioden för det mongoliska väldet uppfattas därför i Kina som en kinesisk storhetstid, då Kina sträckte sig från Asien till Europa, snarare än som en tid av kinesisk politisk underkastelse under mongolerna.

### Vit nationalism
Vit nationalism är en politisk ideologi som förespråkar en rasmässig definition av nationell identitet för vita människor, samt en egen helt vit nation/stat.

### Vänsternationalism
Vänsternationalism syftar på rörelser som kombinerar vänsterpolitik med nationalism. Man lyfter till exempel social rättvisa, folksuveränitet och nationellt självbestämmande och kopplas ofta till antiimperialism. Denna vänsternationalism har sitt ursprung i den jakobinska rörelsen under franska revolutionen och dess omedelbara efterträdare i Frankrike förespråkade medborgerlig nationalism, i motsats till etnisk nationalism som växte sig stark i Tyskland under 1800-talet.

### Religiös nationalism
Religiös nationalism definierar nationen genom den gemensamma religionen, vanligen tillsammans med andra faktorer såsom kultur, etnicitet och språk. Om staten hämtar sin politiska legitimitet från åtföljandet av religiösa doktriner är den mer av en teokrati än en nationalstat. Många etniska och kulturella typer av nationalismen innehåller religiösa perspektiv, men mer som en markör för gruppidentitet än som ett grundläggande motiv för nationalistiska anspråk. 
Irländsk nationalism förknippas med katolicismen, och de flesta irländska nationalistiska ledarna under de senaste 100 åren var katoliker, även om många av de tidiga (1800-talets) nationalister var protestanter. Irländsk nationalism har inte sitt ursprung i katolska teologiska doktriner, även om vissa protestanter i Nordirland fruktar att dessa doktriner skulle komma att tvingas på dem i ett enat Irland. På ett liknande sätt är den vanligaste formen av sionism övervägande världslig och baserad på judisk kultur och judisk etnicitet, även om religiös sionism existerar och påverkar många. Inom den islamiska världen återfinns panislamismen. Sedan delningen av det brittiska Indien har indisk nationalism ofta förknippats med hinduism, trots att det också finns en världslig och antikommunalistisk variant. I det moderna Indien har en nutida form av hinduisk nationalism (Hindutva) varit vanlig bland anhängare till partiet Bharatiya Janata och till Rashtriya Swayamsevak Sangh. En religiös nationalism som karakteriseras av gemensam tillhörighet till ortodox tro och nationella östliga ortodoxa kyrkor är vanlig i många stater i Östeuropa och i den Ryska federationen.

### Pannationalism
Pannationalism är vanligen en etnisk och kulturell nationalism, men ”nationen” består av en grupp av besläktade etniska grupper och kulturer, såsom de turkiska folken. Ibland tillämpas pan-nationalism på ”mono-etnisk nationalism” när den nationella gruppen är spridd över ett stort område och flera stater, såsom i pangermanism.

### Diaspora-nationalism
Med diaspora-nationalism (eller som Benedict Anderson uttrycker det ”long-distance nationalism”) menar man vanligen nationalistiska känslor bland en diaspora som till exempel irländarna i Förenta staterna, eller libaneserna i Nord- och Sydamerika och Afrika, och armenierna i Europa och Förenta staterna. Anderson hävdar att denna sorts nationalism fungerar som en ”osynlig berggrund” för människor som vill uppleva en nationell samhörighet, men som inte egentligen vill lämna sitt samhälle i förskingring. Den grundläggande skillnaden mellan pannationalism och diaspora-nationalism är att medlemmar av en diaspora, per definition, inte längre bor i sitt etniska eller nationella hemland. I det speciella fallet sionism förespråkar den nationella rörelsen migration till det angivna nationella hemlandet vilket skulle medföra att diasporan upphörde om det genomfördes till 100 %.

### Auktoritär nationalism
Motstånd mot demokrati och liberalism var ett av den auktoritära nationalismens kännetecken. Den tog därvid upp mycket tankegods från den auktoritära konservatismen i det tidiga 1800-talet. Dit hörde föreställningar att staten var en bärare av en historisk mission. En annan var tanken om staten som en organism, i vilken monarken företrädde statsviljan. I den vetenskapliga litteraturen kallades den också "statsnationalism" eller "integral" (alternativt "integrativ") nationalism (av forskare som Carlton H. Hayes och Peter Alter). "Integral" betyder att individer och grupper skall fullständigt underordnas det nationella intresset. Detta intresse uttrycks inte av folket. Det är staten som företräder nationens historiska mission. Inåt skall staten vara stark och auktoritärt styrd, utåt skall den vara stark, behärskande och expansiv. I dess förlängning finns imperialismen. Den har beskrivits som en nationalism som inte sätter gränser från den egna statens expansion. 
Den auktoritära nationalismen formulerades före och efter sekelskiftet 1900 i Tyskland, Frankrike och Ryssland. De ledande tyska teoretikerna var Heinrich von Treitschke, Oswald Spengler och Carl Schmitt; de ledande franska var Maurice Barrès och Charles Maurras. Maurras var intellektuell ledare för den monarkistiska rörelsen Action française.
Nationalisterna angrep demokratin och parlamentarismen därför att systemet byggde på splittring, oenighet och partistrid. Därmed hindrades den överordnade nationella viljan att komma till uttryck. Mot demokratins politiska jämlikhet ställde de en "organisk" samhällsuppfattning: Samhället sågs som en naturlig hierarki av över- och underordnade grupper.

### Ultranationalism
Ultranationalism är en extrem form av nationalism som förespråkar en stats eller ett folks intressen framför alla andra stater eller folk. Historikern Roger Griffin definierar ultranationalism som: "former av nationalism som 'går utöver' och därmed avvisar allt som är kompatibelt med liberala institutioner eller den tradition av upplysningshumanism som de grundar sig på".
Nationalismen var främst en rörelse för nationell frihet och självständighet. Den var ett försök att uppnå politisk, ekonomisk och social frihet. Som ultranationalism kan den emellertid övergå till avskaffande av frihet. Ultranationalism leder till förnekande av frihet för etniska minoritetsgrupper inom en nation eller till aggression mot andra nationer. Ultranationalismen kan legitimera sig genom mytiska berättelser om förgångna kulturella eller politiska storhetstider, eller genom föreställningar om förmodade gamla fiender, eller idéer om antropologiska och genetiska egenskaper för att rationalisera idéer av nationell överlägsenhet.

## Relationer mellan nationer
Nationalism som ideologi, och särskilt etnisk nationalism, har teoretiskt sett en pluralistisk kärna. Ur ett etnonationalistiskt synsätt består världen av en bestämd mängd nationer och kulturer. Varje nation bör enligt synsättet få vara fria att utveckla sin egen ekonomi och samhällsliv utan yttre påtryckningar. Genom historien finns det samtidigt en rad exempel på etnisk nationalism som i praktiken har utvecklats till klassificering av olika etniska grupper, etniska konflikter och i extremfallen folkmord. Flera grupper och nationalismer kan exempelvis göra anspråk på samma territorium, vilket kan leda till blodiga konflikter.

## Nationalismen ur ett historiskt perspektiv
Medan de flesta är tämligen överens om att nationalismen, såsom en politisk ideologi, inte är äldre än upplysningen och franska revolutionen, råder det olika meningar om nationella identiteters ålder, betingelser och historiska framväxt. Sverker Sörlin urskiljer i boken Nationens röst tre huvudriktningar inom nationalismforskningen, som han benämner funktionalism, historism, primordialism. Till dessa skolor kan också läggas den konstruktionistiska/modernistiska.
Under 2000-talet har flera svenska historikers forskning anslutit sig till Anthony D. Smiths linje i frågan om nationella identiteternas ålder och ursprung, framförallt då den svenska identiteten (se nedan). Harald Gustafsson sammanfattar i en understreckare i SvD den 19 september 2017 det nya läget:
| ” | Den köttiga biten i Lerboms bok är hans undersökning av de småländska gränstrakterna mot Danmark (före Roskildefreden 1658). Och här är resultatet entydigt: 1600-talets smålänningar sorterade människor i svenskar och danskar, de hade många kontakter över riksgränsen men visste precis var den gick och att Danmark var främmande land. | „ |

### Den funktionalistiska skolan
Den funktionalistiska synen betonar kommunikationer och nätverks (såsom tidningar och järnvägar) betydelser för framväxten av begrepp som nation och nationalitet, och representeras av historiker som Karl W. Deutsch och Ernest Gellner.

### Den primordialistiska skolan
Den  primordialistiska ser sådant som etnicitet och nationell identitet som uttryck för någonting djupt naturligt och alltid givet, och betonar den moderna nationalismens rötter i äldre patriotiska föreställningar, och hit hör enligt Sörlin historikern Anthony D. Smith och i viss mån Hugh Seton-Watson. Påståendet att Smith skulle betrakta etnicitet och nationell identitet som något för alltid givet är dock grovt felaktigt[källa behövs], och en mer reell vattendelare går istället mellan dem som ser nationell identitet som ett helt igenom modernt påfund (d.v.s. i allt väsentligt en 1800-talsskapelse, ex Gellner, Hobsbawm) och dem som ser den som en fördjupning och vidareutveckling av äldre etnisk nationalpatriotism. Dessa två ståndpunkter benämns stundom för den modernistiska respektive ”ethnicistiska” skolan (efter Smiths begrepp ”ethnie”). I själva verket är Smith inte alls någon primordialist utan anser att den primordialistiska skolan har sitt ursprung i Rosseaus naturromantiska skola och är utspelad som teorisystem, men däremot är de myter som primordialister använt viktiga för förstå varför nationer uppkommit, något som Smith egen teoribildning, etno-symbolismen, använder.
I Sverige har under 2000-talet ett flertal historiker (exempelvis Harald Gustafsson, Jonas Nordin, Jens Lerbom med flera) kommit med delvis ny och uppseendeväckande forskning som på avgörande punkter ifrågasätter den modernistiska skolans teser om nationell identitet som ett modernt projekt och närmast ansluter till Anthony D. Smiths skola. Dels har de kunnat visa på den moderna svenska identitetens rötter i medeltidens konsoliderande statsbildningsprocess, dels på en anmärkningsvärd spridning av nationsidentiteten hos en bredare menighet redan på 1500-talet.

### Den konstruktivistiska/modernistiska skolan
Den konstruktivistiska eller modernistiska skolan ser "nationell identitet" som någonting konstruerat, inlärt och en gemenskapsfrämjande process. Detta innebär inte per definition att den är falsk eller osann, utan endast skapad och hit hör ex Benedict Anderson och Eric Hobsbawm.
De senaste decennierna har den modernistiska skolan varit helt dominerande, men nyare empirisk historisk forskning, inte minst från Sverige (se ovan), har givit betydande stöd för den etnicistiska ståndpunkten i Anthony D. Smiths efterföljd. Detta har resulterat i ett närmande mellan de två riktningarna, men fortfarande är åsikterna mycket divergerande när det kommer till frågan om ”vanligt folks” nationella eller etniska identiteter i äldre tid.
Nutida svenska historiker som fortsatt hävda den modernistiska skolan är Magnus Rodell, Torkel Jansson, Gunnar Broberg och Henrik Höjer, medan ex Monika Edgren intar en slags mellanställning.

### Perennialism
Perennialism är en inriktning inom nationalismforskningen som anser att nationerna har ett gammalt ursprung, de är eviga samhällen. Det finns skillnad på om man anser att nationerna kontinuerligt har förekommit sedan medeltiden eller om man anser att olika nationer följts av varandra och att nationerna i sig inte är eviga, men begreppet nation är det. Till den förra gruppen räknas den brittiske kyrkohistorikern Adrian Hastings som i sin bok The Construction of Nationhood (1997) menar att den engelska nationen föddes redan under anglo-saxisk tid. Till den senare gruppen finns Ernest Renan som menade att nationen är en daglig folkomröstning.

## Genus och nationalism
Forskning om nationalism bortsåg länge från kön. Detta var förstås det vanliga inom de flesta forskningsområden, men kanske var försumligheten på detta område mer utdragen än inom många andra samhällsvetenskapliga och historiska forskningsfält. Hos de äldre klassikerna i nationalismforskning - Carlton H. Hayes, Hans Kohn, Hugh Seton-Watson, och till och med hos senare auktoriteter som Benedict Anderson, Ernest Gellner och Eric Hobsbawm, vilkas arbeten utkommit under 1980- och 1990-talen - skall man söka länge innan man hittar kommentarer om (socialt) kön eller, efter den internationella beteckningen "gender" (genus). En förklaring är givetvis att politik nästan per definition varit en manlig sfär, alltsedan det grekiska polis, där den medborgerliga traditionens rötter finns. En av de historiker som förhållandevis tidigt uppmärksammade kvinnor, kön och nationalism som ett angeläget område var den norska historikern Ida Blom.

## Folklore och nationalism
Studiet av folklore är en produkt av romantiska och nationalistiska strömningar under senare delen av 1700-talet och 1800-talet. Till romantikens idévärld hör tanken om att vända "tillbaka till naturen", det vill säga till landsbygden för att finna konstyttringar som var ursprungliga, genuina, okonstlade. I de länder där detta kunde förenas med en växande offensiv nationalism fick folklorestudiet starkast förankring i samhället. Det rör sig om länder som inte existerade som självständiga enheter under första halvan av 1800-talet: Tyskland, Finland, Norge. Där fick folkloren status som kulturell bas för nationsbygge. Under 1900-talet har folkloren fått samma status av att utgöra skönlitterärt historiskt arv på det inhemska språket i såväl republiken Irland som i de nya staterna i Afrika.
I Sverige har folkloren inte använts i nationalistisk riktning i samma utsträckning. Delvis har vikingasymboliken och Gustav Vasa-, Gustav II Adolf- och Karl XII-romantiken fyllt denna funktion som nationell symbol på lokal och regional nivå. I vissa fall har regional folklore fått representera på nationell nivå, till exempel genom att skapa en bild av Dalarna som företrädande en särskilt ursprunglig svenskhet.
Den färöiska nationalismen byggdes till stor del upp kring balladgenren. På Island byggdes nationalismen däremot upp kring den medeltida sagalitteraturen, varför muntlig folklore inte fick samma betydelse; tvärtom sågs till exempel den folkliga sånggenren rímur som symptom på en låg kulturell nivå.

## Nationalismens konstnärliga uttryck
Nationalistiska idéer har inspirerat konsten, se nationalromantik och nationalmonument. Simon Schama, Stephen Daniels, Andrew Hemingway och Maunu Häyrynen har skrivit om bilder och bildspråk som nationella symboler. Man har undersökt olika inventarier som har använts för att hävda och legitimera nationstillhörighet. Flera av dessa studier har följt konstens, kulturhistoriens eller kulturgeografins parametrar.

## Etnicitet kontra nationalism
Nationalism och etnicitet är besläktade begrepp, som ibland dock står i konflikt med varandra. I samhällen där nationalismen framför allt presenteras som en opartisk, formalistisk och universalistisk ideologi byggd på byråkratiska rättviseprinciper, framstår etnicitet och etnisk organisering som en motpol till, och ett hot mot, nationalismen. Detta är en vanlig situation i många afrikanska länder, som har en helt annan historia än de europeiska länder där nationalismen skapades. Afrikanska länder kan sällan hänvisa till någon etnisk gemenskap i sin nationella ideologi. De har utvecklats från stamsamhällen via kolonier till moderna stater, medan europeiska stater i stort sett utvecklats från feodala imperier till moderna stater.
Enligt etniska ideologier bör man hjälpa medlemmar av sin egen etniska grupp. I fleretniska samhällen framstår nationalismen som en universalistisk ideologi som idealt ska kunna garantera formell rättvisa och lika rättigheter för alla, oavsett vilken etnisk grupp de tillhör.
I samhällen där en hegemonisk grupp betraktar sig som statsbärande kan nationalismen snarare komma att uppfattas som en partikularistisk - ojämlik - ideologi, där utstötningsmekanismerna kan vara mer synliga än utjämningsmekanismerna. Nationalismen och nationalstaten skapar å ena sidan vida, abstrakta gränser i förhållande till människor som inte är medlemmar av nationen - alltså minoriteter och utlänningar. Denna dubbelhet kallas ofta för "nationalismens janusansikte".

## Exempel på nationalistiska rörelser
- Grekisk nationalism
- Indiens självständighetsrörelse
- Irländsk nationalism
- Katalanism
- Nationalistiska partier
- Nationalsocialism
- Panarabism
- Panafrikanism
- Panslavism
- Skandinavism
- Sionism
- Svarta handen
- Sverigedemokraterna
- Tysklands enande
- Äktfinskhet